# Uduba ibonia
Espèce
Uduba ibonia est une espèce d'araignées aranéomorphes de la famille des Udubidae.

## Distribution
Cette espèce est endémique de la région Vatovavy à Madagascar,. Elle se rencontre vers Ranomafana.

## Description
Le mâle holotype mesure 14,29 mm et la femelle paratype 12,50 mm, les mâles mesurent de 11,43 à 14,29 mm et les femelles de 11,80 à 14,50 mm.

## Systématique et taxinomie
Cette espèce a été décrite par Griswold, Ubick, Ledford et Polotow en 2022.

## Étymologie
Son nom d'espèce lui a été donné en référence à l'Ibonia.

## Publication originale
- Griswold, Ubick, Ledford & Polotow, 2022 : « A revision of the Malagasy crack-leg spiders of the genus Uduba Simon 1880 (Araneae, Udubidae), with description of 35 new species from Madagascar. » Proceedings of the California Academy of Sciences, sér. 4, vol. 67, Supplement II, p. 1-193 (texte intégral).